# Mike Teti
Mike Teti, né le 20 septembre 1956, est un rameur d'aviron américain. 

## Carrière
Mike Teti participe aux Jeux olympiques de 1988 à Séoul et remporte la médaille de bronze avec le huit américain composé de John Pescatore, Jonathan Smith, Ted Patton, John Rusher, Peter Nordell, Jeffrey McLaughlin, Doug Burden et Seth Bauer.